# Alopen
Alopen (n. alrededor del año 600 probablemente en Siria; m. después de 635, probablemente tras el 650 en China); su nombre actual en chino es 阿羅本 o 阿罗本 (en pinyin: Āluóběn;  también transcripto como: Olopan, Aleben, Aluoben, Olopen, u Olopuen) es el nombre por el cual es más conocido el primer monje misionero cristiano en llegar a China, esto en el siglo VII. Según Peter Yoshiro Saeki en su obra de 1937, su nombre chino podría ser una traducción de Abraham (que en alfabeto siríaco se escribe: ܐܒܪܗܡ) aunque todavía el nombre es algo incierto; quizás es la trascripción al chino de la palabra siríaca Rabán (monje). o aloho punoya: "la conversión a Dios".
Alopen era probablemente un orador en idioma siríaco quizás nacido en territorios entonces pertenecientes a Persia o a la Siria controlada por los bizantinos  y por lo mismo fue comisionado como un predicador de la Iglesia del Oriente en China; predicó durante la dinastía Tang y fundó un centro misional de la iglesia nestoriana Este monje siríaco  de la Iglesia apostólica asiria oriental, habría partido desde territorios que habían pertenecido al Imperio sasánida aunque entonces ya dominados por los omeyas, siguiendo el camino de la ruta de la seda y la Tartaria y llegó a Ch’ang-an donde fue bien recibido por el emperador Tang Taizong. Actualmente es conocido porque se le conmemora especialmente en la estela de Siganfu erigida en el año 781 (el topónimo también transcrito como Si-Ganfu, y, Xi Gan Fu), en la cual se describe su llegada a la entonces capital de China llamada Chang'an en el año 635 y la aceptación de su apostolado por parte del emperador chino Taizong.
Consiguientemente el patriarca (Mar) Ichoyahb II o Isoyab II (628-644) pudo enviar más predicadores. El emperador chino Tang Gaozong confirió a Alopen el título de «guardián de la gran doctrina 0». El nombre de Alopen es el primero relacionado al cristianismo en China. Alopen llevó consigo un grupo de una docena de monjes desde Persia. Alopen encontró en China condiciones favorables ya que la dinastía de los Tang se caracterizaba por su tolerancia religiosa de modo que el emperador chino dio la bienvenida a todas las religiones aunque prosiguió siendo un convencido budista.

## Historia

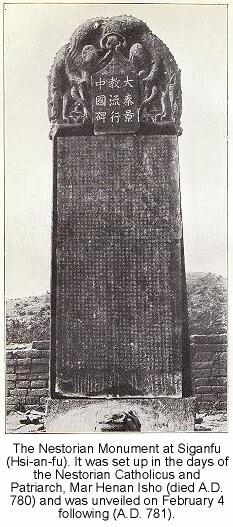
La Estela nestoriana en Xian - El monumento cristiano más antiguo en China.

El nombre de Alopen solo se conoce a través de la escritura en chino de la estela nestoriana de Siganfu. Como ya se ha indicado tal nombre puede ser una transliteración del nombre semita «Abraham» o la expresión  aloho punoya, «la conversión a Dios» o la ya antes mencionada palabra siríaca Rabán.  De acuerdo con la Estela, Alopen y sus compañeros misioneros llegaron a China con lo que los libros sagrados desde Daqin (o Ta Tsin - nombre que los chinos daban al Imperio romano aunque para la época esos territorios habían pasado a ser persas y luego a estar bajo control árabe) en el noveno año del gobierno del emperador chino Taizong (Tai Tsung) (635). La misión nestoriana fue beneficiada por la política de tolerancia religiosa del gobierno de Taizong, quien había revertido las medidas que su padre Gaozu había tomado contra el budismo y otras religiones y las influencias extranjeras. 
De acuerdo con la mencionada estela nestoriana, Taizong dio la bienvenida Alopen e hizo arreglos para la traducción de los escritos sagrados que había traído con él en la Biblioteca Imperial. Al estudiarlos, Taizong, un gran erudito y mecenas, los encontró muy aceptables y dispuestos para su difusión. De hecho, cuatro documentos de la época temprana del cristianismo en China (los Sutras de Jesús) datan de fechas correspondientes a la época de Alopen. Tres años después, en 638, Taizong envió a su ministro Fang Xuan Ling (房玄齡) a supervisar la actividad de estos cristianos y tras sus informes el emperador chino Taisong emitió un edicto oficial para la protección de la iglesia cristiana nestoriana; reconoció a veintiún sacerdotes, probablemente todos persas, para administrarla y erigió el primer templo cristiano de China. Bajo el hijo y sucesor de Taizong, Gaozong el estado chino continuó esta política de tolerancia y Alopen fue nombrado obispo sobre las muchas iglesias (edificios eclesiales o templos cristianos) que había permitido construir el emperador.
Después de la época de Alopen, la Iglesia de Oriente era prominente en China durante el resto del poder de la dinastía Tang. Sin embargo diferentes emperadores la trataron de manera diferente, respecto a la tolerancia que recibió en las primeras décadas, y algunos abiertamente persiguieron al cristianismo. Sin embargo el cristianismo nestoriano o difisita solo desapareció con la caída de la dinastía Tang en el siglo X No volvió a China sino tres siglos más tarde, cuando fue presentada nuevamente por algunas de las tribus de mongoles que habían adherido al nestorianismo.  La historia de Alopen llegó a ser prominente de nuevo en el siglo XVII, cuando la estela nestoriana fue redescubierta y los chinos se sorprendieron al notar que la «nueva» religión que estaba siendo predicada por los misioneros (en este caso cristianos católicos jesuitas dirigidos por Matteo Ricci), había existido en la China nuclear (u original) diez siglos antes.

## Obra

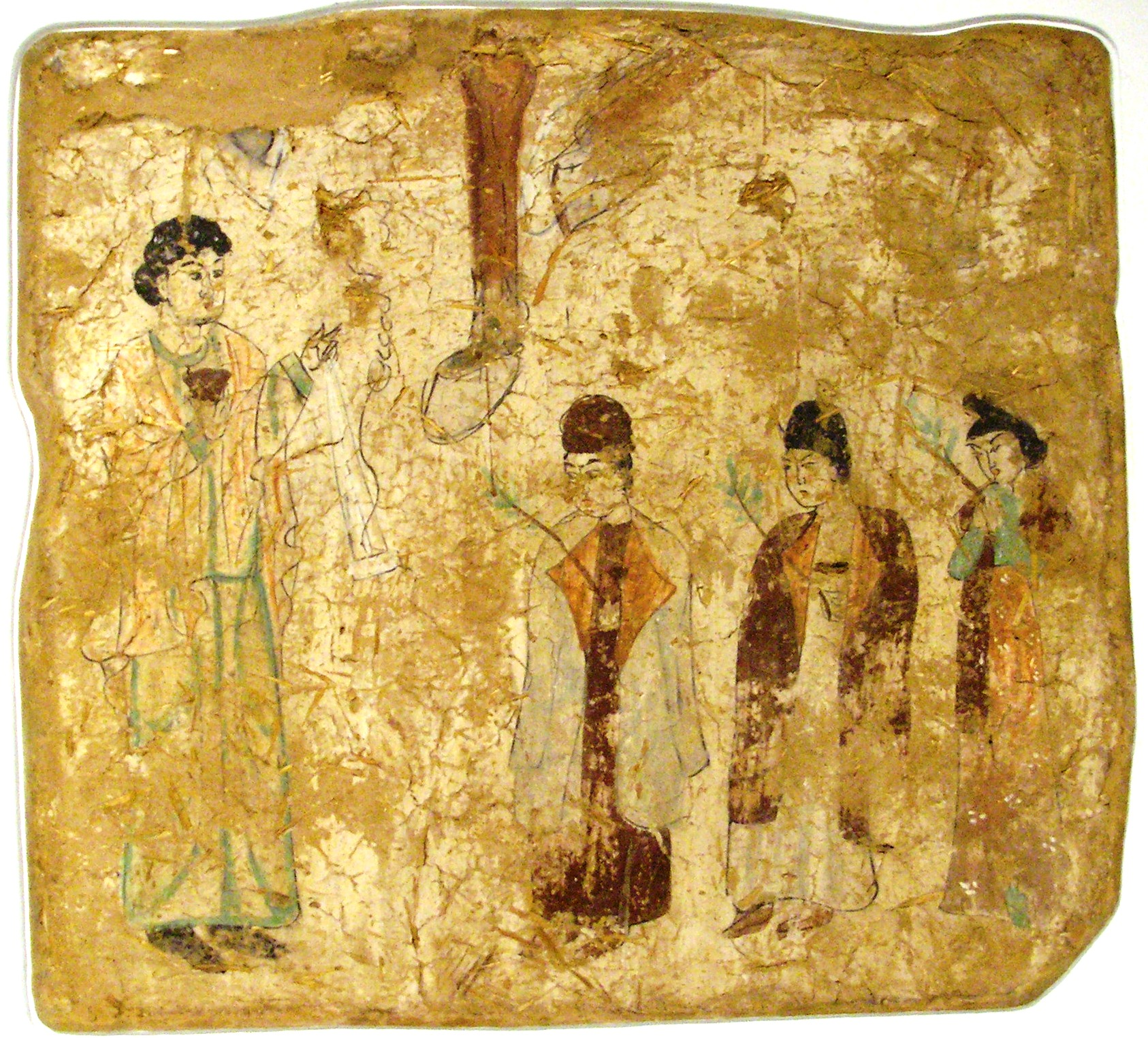
Representación del culto cristiano nestoriano, pintura mural del templo nestoriano en Qocho; un sacerdote en el Domingo de Ramos con hábito blanco (lo que en latín se denominaría alba) sostiene a un cáliz en una de sus manos y con la otra bendice a la feligresía que porta palmas u otra hoja similar, entre el y el, muro pintado en una iglesia cristiana nestoriana de Qocho, China.

La obra de Alopen aún es poco conocida aunque se sabe que trabajó para el desarrollo del cristianismo entre los chinos y los mongoles.
En su equipaje tenía 530 textos cristianos en siríaco, que tradujo sucesivamente con la calificación china de jing (libro clásico religioso).
Libros (jing):
- 敬禮常明皇樂經, jing li chang ming huang le jing;
- 宣元至本經, xuan yuan zhi ben jing;
- 志玄安樂經, zhi xuan an le jing;
- 天寳藏經, tian bao zang jing;
- 多惠聖王經, duo hui sheng wang jing (Salmos);
- 阿思瞿利容經, a si qu li rong jing (Evangelio);
- 渾元經, hun yuan jing (Génesis);
- 通真經, tong zhen jing;
- 寳明經, bao ming jing;
- 傳化經, huan hua jing (Hechos);
- 述略經, shu lüe jing;
- 三際經, san ji jing;
- 寧思經, ning si jing;
- 宣義經, xuan yi jing;
- 師利海經, shi li hai jing (Credo de los Apóstoles);
- 寳路法王經, bao lu fa wang jing (Epístolas paulinas);
- 三威讚經, san wei zan jing;
- 牟世法王經, mou shi fa wang jing (Pentateuco);
- 伊利耶法王經, yi li ye fa wang jing;

A medida que la dinastía Tang se acercó a su fin se fue produciendo una menor tolerancia religiosa; los cristianos, los maniqueos y los musulmanes que se habían establecido fueron desapareciendo. En el año 900 los últimos restos de la Iglesia cristiana nestoriana en China desaparecieron en la China nuclear, aunque se mantuvieron desde 1260 hasta 1368 en el oeste de China y en Mongolia (especialmente en el Imperio tangut, más tarde entre los Keraitas y los Naimanos llegando a encontrarse luego cruces cristianas nestorianas entre los kirguises y jakasios, por ejemplo en la zona de Minusinsk). El cristianismo nestoriano recibió un golpe letal con el kan mongol chamanista Gengis Kan ya que la mentalidad guerrerista hasta ser genocida de tal kan mongol entraba en contradicción con las prédicas cristianas (y budistas), en todo caso aún en 1255 el monje y viajero neerlandés  Willem Van Ruysbroeck más conocido por su apellido latinizado Rubruquis buscando al Preste Juan fue guiado a través de la ruta de la seda por un cristiano nestoriano el príncipe Sartaq o Sartak hijo de Batu Khan y emparentado con la princesa Sorgaqtani de este modo Rubruquis celebró la misa en un templo cristiano nestoriano ubicado en la capital del imperio mongol llamada Karakórum, sin embargo el cristianismo nestoriano no pudo sobreponerse ni al belicismo mongol instaurado por Gengis Kan (más afín al Islam) ni a las constantes misiones budistas que por su parte obtenían prosélitos entre los no violentos.